# Bassià (cèsar)
Bassià (llatí: Bassianus) fou un noble romà seleccionat per Constantí el Gran com a marit de la seva germana Anastàsia i destinat a tenir el rang de cèsar i el govern d'Itàlia, dignitats que no consta que arribés a exercir. Les negociacions amb Licini I sobre el repartiment de poder es van allargar i es va descobrir que Licini i Bassià estaven negociant secretament i conspirant contra Constantí; Constantí, quan es va assabentar dels fets, es va desfer de Bassià.